# FNBスタジアム
ファースト・ナショナル・バンク・スタジアム（英語: First National Bank Stadium, "FNB Stadium"、サッカー・シティ・スタジアム、英語:Soccer City Stadium）は、南アフリカ共和国ハウテン州ヨハネスブルグにある球技場。エジプトのミスル・スタジアムに次ぎアフリカ2番目の規模を誇る。

## 概要
開場当初から南アフリカの金融機関であるファースト・ナショナル・バンク（FNB）が命名権を保有している。
2010年に開催されたFIFAワールドカップでは決勝戦の会場になったが、FIFAの規定により、照明設備付屋根を設置した。また、大会中はFIFAスポンサーおよび大会サプライヤー以外の企業名は排除される。命名権を保有するFNBも大会スポンサーであるが、スポンサー権利範囲が南アフリカ国内に限定されている種別での契約であるため、大会中は名称を一時的に「サッカー・シティ・スタジアム」に変更される。

## 歴史
1989年に建設。1996年と2013年のアフリカネイションズカップ決勝が開催された。2010年8月21日にはラグビートライネイションズのスプリングボクス対オールブラックスの試合（フリーダムカップ）が開催された。
2011年2月13日に開催されたU2の360°Tourでは94,232名を動員した。
2013年8月17日、「第1回ネルソン・マンデラ・スポーツ&文化デー（Nelson Mandela Sport & Culture Day）」として、ザ・ラグビーチャンピオンシップの南アフリカ共和国対アルゼンチン戦、サッカーの国際試合、音楽コンサートが実施された。当時、ネルソン・マンデラ 元 南アフリカ共和国大統領は病気のため危篤状態であり、彼の功労を称えるとともに、健康回復を願うイベントとなった。
12月5日に死去したネルソン・マンデラの公式追悼式が、2013年12月10日に開催された。